# Estoril Open 2007
L'Estoril Open 2007 è stato un torneo di tennis giocato sulla terra rossa.
È stata la 19ª edizione dell'Estoril Open, che fa parte della categoria International Series  nell'ambito dell'ATP Tour 2007, e della Tier IV nell'ambito del WTA Tour 2007. 
Sia il torneo maschile che quello femminile si sono giocati all'Estoril Court Central di Oeiras in Portogallo, dal 23 al 29 aprile 2007.

## Campioni

### Singolare maschile
Novak Đoković ha battuto in finale  Richard Gasquet con il punteggio di 7–6(7), 0–6, 6–1

### Singolare femminile
Gréta Arn ha battuto in finale  Viktoryja Azaranka con il punteggio di 2–6, 6–1, 7–6(3)

### Doppio maschile
Marcelo Melo /  André Sá hanno battuto in finale  Martín García /  Sebastián Prieto con il punteggio di 3–6, 6–2, [10–6]

### Doppio femminile
Andreea Ehritt-Vanc /  Anastasija Rodionova hanno battuto in finale  Lourdes Domínguez Lino /  Arantxa Parra Santonja con il punteggio di 6–3, 6–2